# Marco Berardi (calciatore)
Marco Berardi (12 febbraio 1993) è un ex calciatore sammarinese, di ruolo difensore.

## Carriera

### Nazionale
Con la nazionale Under-21 ha giocato 4 partite di qualificazione agli Europei di categoria.
Ha esordito nel 2015 con la nazionale maggiore.

## Statistiche

### Cronologia presenze e reti in nazionale
| Cronologia completa delle presenze e delle reti in nazionale ― San Marino | Cronologia completa delle presenze e delle reti in nazionale ― San Marino | Cronologia completa delle presenze e delle reti in nazionale ― San Marino | Cronologia completa delle presenze e delle reti in nazionale ― San Marino | Cronologia completa delle presenze e delle reti in nazionale ― San Marino | Cronologia completa delle presenze e delle reti in nazionale ― San Marino | Cronologia completa delle presenze e delle reti in nazionale ― San Marino | Cronologia completa delle presenze e delle reti in nazionale ― San Marino |
| Data                                                                      | Città                                                                     | In casa                                                                   | Risultato                                                                 | Ospiti                                                                    | Competizione                                                              | Reti                                                                      | Note                                                                      |
| ------------------------------------------------------------------------- | ------------------------------------------------------------------------- | ------------------------------------------------------------------------- | ------------------------------------------------------------------------- | ------------------------------------------------------------------------- | ------------------------------------------------------------------------- | ------------------------------------------------------------------------- | ------------------------------------------------------------------------- |
| 5-9-2015                                                                  | Serravalle                                                                | San Marino                                                                | 0 – 6                                                                     | Inghilterra                                                               | Qual. Euro 2016                                                           | -                                                                         |                                                                           |
| 9-10-2015                                                                 | San Gallo                                                                 | Svizzera                                                                  | 7 – 0                                                                     | San Marino                                                                | Qual. Euro 2016                                                           | -                                                                         |                                                                           |
| 4-9-2016                                                                  | Serravalle                                                                | San Marino                                                                | 0 – 1                                                                     | Azerbaigian                                                               | Qual. Mondiali 2018                                                       | -                                                                         |                                                                           |
| 8-10-2016                                                                 | Belfast                                                                   | Irlanda del Nord                                                          | 4 – 0                                                                     | San Marino                                                                | Qual. Mondiali 2018                                                       | -                                                                         |                                                                           |
| 11-10-2016                                                                | Oslo                                                                      | Norvegia                                                                  | 4 – 1                                                                     | San Marino                                                                | Qual. Mondiali 2018                                                       | -                                                                         | 77’                                                                       |
| 11-11-2016                                                                | Serravalle                                                                | San Marino                                                                | 0 – 8                                                                     | Germania                                                                  | Qual. Mondiali 2018                                                       | -                                                                         |                                                                           |
| 8-10-2017                                                                 | Plzeň                                                                     | Rep. Ceca                                                                 | 5 – 0                                                                     | San Marino                                                                | Qual. Mondiali 2018                                                       | -                                                                         | 76’                                                                       |
| Totale                                                                    |                                                                           | Presenze                                                                  | 7                                                                         |                                                                           | Reti                                                                      | 0                                                                         |                                                                           |